# Iso-Vehanen
Iso-Vehanen är en ö i Finland. Den ligger i Bottenhavet eller Skärgårdshavet och i kommunen Nystad i den ekonomiska regionen  Nystadsregionen i landskapet Egentliga Finland, i den sydvästra delen av landet. Ön ligger omkring 64 kilometer nordväst om Åbo och omkring 210 kilometer väster om Helsingfors.
Öns area är 2,08 kvadratkilometer och dess största längd är 2,2 kilometer i öst-västlig riktning. Ön höjer sig omkring 20 meter över havsytan.